# Аккомодация (биология)
Аккомода́ция (от лат. accommodatio — приспособление, приноровление) — в биологии и медицине термин, описывающий приспособление ткани или органа к изменению внешних условий. По значению близок к термину «адаптация».
В зависимости от предметной области, термин имеет различное значение:

## В офтальмологии
Аккомодацией называется изменение преломляющей силы оптической системы глаза для ясного восприятия объектов, расположенных на разном расстоянии. Объём аккомодации описывает пределы возможности изменения преломляющей силы оптической системы глаза для восприятия объектов, расположенных на разном расстоянии. Определяется по методу Дашевского А. И. (при помощи набора линз и таблиц), а также на приборах ДКА и ПОРЗ.

### Звенья механизма аккомодации
1. Хрусталик
2. Связочный аппарат хрусталика (ресничный поясок)
3. Цилиарная мышца

### Механизм аккомодации
У млекопитающих обеспечивается изменением кривизны хрусталика вследствие сокращения и расслабления цилиарной мышцы, а у рыб, земноводных и головоногих — за счёт перемещения хрусталика относительно сетчатки. Птицы и рептилии могут использовать оба механизма аккомодации, тогда говорят о двойной аккомодации. Теоретическое обоснование аккомодации глаза дали английский физик Томас Юнг (1793) и немецкий физиолог Гельмгольц (1853), теория которого широко используется в офтальмологии.
У человека посредством аккомодации обеспечивается точная подстройка в пределах 5 диоптрий. При чётком зрении на каждом конкретном расстоянии объём аккомодации делится на две части: израсходованную и оставшуюся в запасе (резерв).

### Нарушения аккомодации

#### Спазм аккомодации
Понижение резерва аккомодации - силы напряжения аккомодации, оставшейся в запасе, не задействованной при зрительной работе с предметами, находящимися на близком расстоянии. Снятие спазма аккомодации достигается довольно простыми методами, а именно выполнением курса гимнастики для глаз, который в своем комплексе обычно подразумевает улучшение показателей не только аккомодации, но и гемодинамики (кровообращения) во внутриглазных сосудах, а также развитие глазодвигательных мышц. При недостаточной эффективности гимнастики для глаз офтальмологом назначается курс медикаментозного лечения. 

#### Нарушения под действием химических веществ
Многие наркотики и отравляющие вещества обладают способностью вызывать нарушение аккомодации.
При исследованиях глазного дна прибегают к медикаментозному подавлению аккомодации (например, с помощью таких средств, как цикломед или атропин, вызывающих стабильное расширение зрачка и паралич аккомодации).

#### Длительное напряжение
В условиях длительной работы с дисплеями возникает значительное зрительное утомление, что может привести к нарушениям аккомодации, вплоть до временной утраты трудоспособности (частичной или полной). Одинаковый характер дискомфорта при работе за дисплеями различного типа указывает, что основное значение имеет напряжённый характер зрительной работы, а не характеристики электромагнитного излучения.

## В физиологии
Аккомодацией называется приспособление возбудимых тканей (мышечной, нервной) к действию медленно нарастающего по силе раздражения. В физиологию термин введён Нернстом (W. Nernst) в 1908 году для описания ранее уже известного физиологам явления.

## В гистологии
Аккомодацией называется обратимое изменение формы и соотношения тканевых элементов (клеток) в процессе приспособления к изменившимся условиям. В гистологию термин введён Ганземанном. Альтернативное название по Любаршу — псевдометаплазия. Термин носит формальный характер, поскольку гистологическую аккомодацию сложно дифференцировать от иных изменений ткани, например, атрофии, метаплазии.

### Дополнительные
- Аккомодация: Руководство для врачей / Под ред. Л. А. Катаргиной. – М.: Апрель, 2012 – 136 с., ил
- Аккомодация зрения // Энциклопедический словарь Брокгауза и Ефрона : в 86 т. (82 т. и 4 доп.). — СПб., 1890. — Т. I. — С. 287—288.
- Федоров Ю. В., Федорова А. Ю. Аккомодостимуляторы // Известия высших учебных заведений. Приборостроение : журнал. — 2014. — Т. 57, № 12. — С. 60—63. — ISSN 0021-3454.
- Биологический энциклопедический словарь / глав. ред. М. С. Гиляров. — М.: Советская энциклопедия, 1986. — С. 15.